# Jules-Charles Aviat

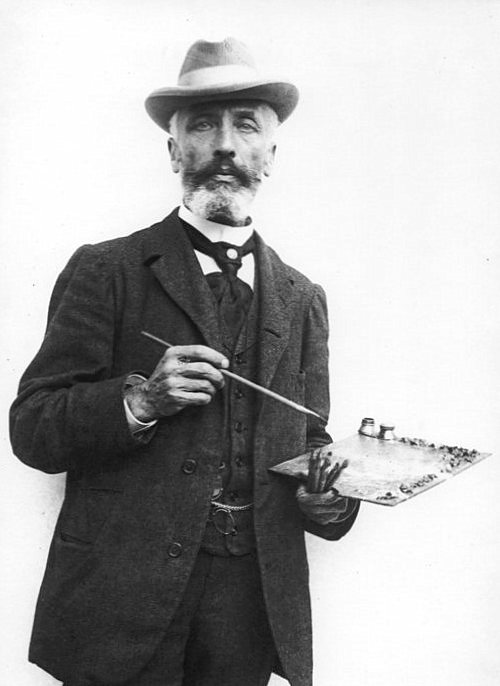
Jules-Charles Aviat

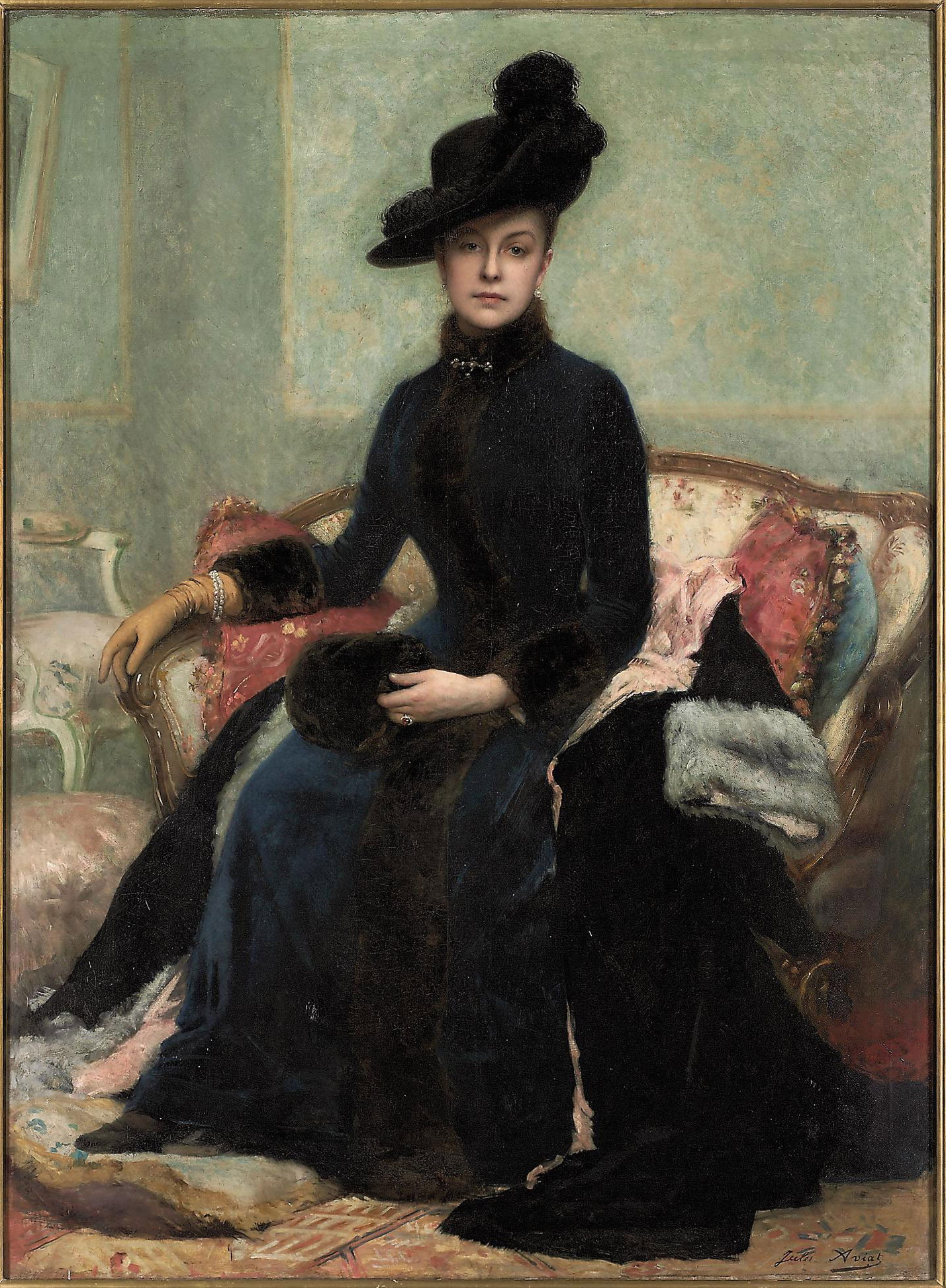
Porträt von Adelina Patti 1887

Jules-Charles Aviat (ursprünglich Jules-Charles Mauperrin, * 26. Juni 1844 in Brienne-le-Château (Aube); † 23. Januar 1931 in Périgueux (Dordogne)) war ein französischer Porträts- und Landschaftsmaler.
Jules-Charles Mauperrin wurde als Sohn des Kaufmanns Jean Baptiste Mauperrin und Marie Marguerite Doux geboren. Nach dem Tod seines Vaters am 6. Januar 1854 heiratete seine Mutter erneut Pierre Antoine Aviat, Inspektor bei der Pariser Eisenbahngesellschaft in Orleans, Pierre Aviat gab Jules-Charles seinen Namen, der seitdem Jules-Charles Mauperrin Aviat hieß.
Der jüngere Bruder seines Stiefvaters, Auguste Louis Aviat (1819–1876), war Landschaftsmaler, Zeichner und Fotograf. Er entdeckte die Begabung von Jules-Charles. Von 1867 bis 1870 studierte Jules Aviat an der Académie de France à Rome bei Ernest Hébert. Zurück in Frankreich war Jules Aviat Schüler von Jules Isidore Lafrance, Émile Auguste Carolus-Duran und Léon Bonnat. Mit diesen drei Malern sowie mit Ernest Hébert und Pierre Puvis de Chavannes beteiligte sich Aviat an der Dekoration des Pantheons in Paris.
Jules Aviat heiratete am 29. Mai 1875 in Paris Marguerite Françoise Flora Munoz, Tochter eines Pariser Psychiaters havanesischer Herkunft. Sie hatten fünf Kinder.
Im Mai 1905 traf Aviat auf dem Salon de Paris  Samuel Thurston Ballard aus Louisville, der ihn nach den Vereinigten Staaten einlud. Ab dem 9. Dezember 1905 reiste Aviat mit dem Passagierdampfer SS Bretagne nach den Vereinigten Staaten. In Louisville porträtierte er die Familie seines Gastgebers und deren Freunde. Im April 1906 unternahm er eine Reise durch die Vereinigten Staaten und kam Anfang 1907 nach New York. Im Februar 1907 kam er nach Frankreich zurück.
Gegen Ende seines Lebens zog sich Jules Aviat nach Périgueux zurück, wo er weiterhin die Persönlichkeiten der Region sowie die grünen Landschaften des Périgord malte. Das Perigord Museum für Kunst und Archäologie in Perigueux bewahrt viele seiner Werke auf.
Er starb am 23. Januar 1931 in Périgueux und ist auf dem nördlichen Friedhof dieser Stadt beigesetzt.